# 原子炉停止機能喪失事象
原子炉停止機能喪失事象（英語: Anticipated Transient Without Scram ; ATWS）は、運転時の過渡変動中に緊急停止（原子炉スクラム）が要求されたにもかかわらず、原子炉安全保護系または原子炉停止系の故障のためにスクラムしない事象である。
スクラム失敗事象、スクラム不能異常過渡事象、ATWS事象等ともよばれる。
ATWSが発生すると、出力制御が困難になり、原子炉の健全性に影響をもたらす可能性がある。
1983年2月25日、アメリカ合衆国ニュージャージー州のセイラム原子力発電所１号機で、電気系統の故障に起因する自動スクラム失敗事象が発生、運転員が早期にこれに気づいて対処したため大事には至らなかったが、ATWSが現実に起こるものとして注目を集めた。